# A Polish Kaleidoscope (Dobrzyński, Moszkowski, Zarębski, Palester)
A Polish Kaleidoscope (Dobrzyński, Moszkowski, Zarębski, Palester) – album polskiego duetu fortepianowego Ravel Piano DUO (Agnieszka Kozło, Katarzyna Ewa Sokołowska) prezentujący utwory polskich kompozytorów XIX i XX w. (Ignacy Feliks Dobrzyński, Moritz Moszkowski, Juliusz Zarębski, Roman Palester), wydany w 2015 roku przez wytwórnię Dux (nr kat. DUX 1174). Płyta zdobyła Fryderyka 2016 w kategorii Album Roku – Muzyka Kameralna.

## Lista utworów

### Ignacy Feliks Dobrzyński – Rondo alla polacca op. 6
- 1. Rondo alla polacca op. 6 10:44

### Moritz Moszkowski – Kaleidoskop. Miniaturbilder für das Pianoforte zu 4 Händen op. 74
- 2. I Molto Allegro e con fuoco 1:26
- 3. II Presto 1:13
- 4. III Andante 2:20
- 5. IV Allegro moderato e grazioso 2:46
- 6. V Allegro con spirito 2:16
- 7. VI Mesto 2:37
- 8. VII Tempo di Valse 2:28

### Juliusz Zarębski – Deux morceaux en forme de Mazurka op. 5
- 9. I Reverie 4:53
- 10. II Passion 5:31

### Roman Palester – Sonatina na fortepian na 4 ręce (1940)
- 11. I Allegro giusto 4:29
- 12. II Andante con moto e molto espressivo 4:19
- 13. III Allegro vivace 3:50